# Reconocimiento internacional de la independencia de Kosovo

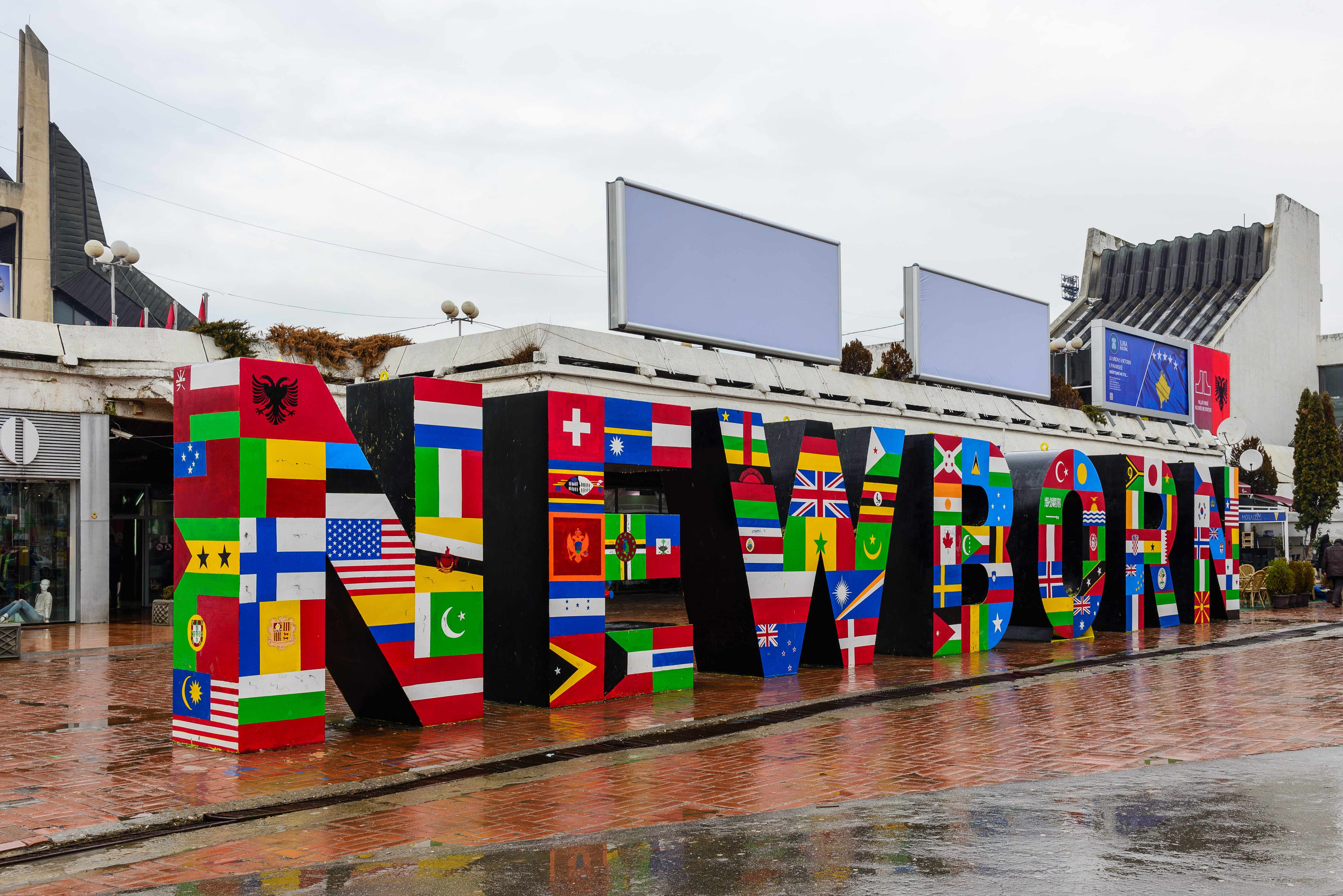
El Monumento Newborn en Pristina, decorado con las banderas de varios de los países que reconocen a Kosovo (foto de 2013)

El reconocimiento internacional de Kosovo es el proceso de reconocimiento de Kosovo como Estado independiente, producido tras la declaración de independencia de Kosovo de Serbia, que se promulgó el domingo 17 de febrero de 2008 por la Asamblea de Kosovo por unanimidad, pero en el que no estuvieron los 11 representantes de la minoría serbia, que boicotearon el proceso. La reacción internacional fue dispar y la comunidad mundial continúa dividida sobre la cuestión del reconocimiento internacional de Kosovo.
Hasta marzo de 2025, 103 Estados miembros de las Naciones Unidas han reconocido a la República de Kosovo como un estado independiente. También lo han hecho otros cuatro estados o entidades soberanas que no son miembros de la ONU. Sin embargo, hasta marzo de 2020, 12 Estados miembros de la ONU habían retirado el reconocimiento de la República de Kosovo.
Serbia se niega a reconocer a Kosovo como país independiente porque el proceso se realizó de manera unilateral.

## Estados que han reconocido oficialmente la independencia de Kosovo
Los estados soberanos que siguen a continuación han reconocido oficialmente la independencia de la República de Kosovo. La fecha es la del acto y la referencia remite al texto oficial que lo sanciona.

### Estados miembros deNaciones Unidas
|     | País                   | Reconocimiento diplomático | Referencias     |
| --- | ---------------------- | -------------------------- | --------------- |
| 1   | Costa Rica             | 17 de febrero de 2008      | [ 5 ]           |
| 2   | Albania                | 18 de febrero de 2008      | [ 6 ] [ 7 ]     |
| 3   | Afganistán             | 18 de febrero de 2008      | [ 8 ]           |
| 4   | Francia                | 18 de febrero de 2008      | [ 9 ]           |
| 5   | Turquía                | 18 de febrero de 2008      | [ 10 ]          |
| 6   | Reino Unido            | 18 de febrero de 2008      | [ 11 ]          |
| 7   | Estados Unidos         | 18 de febrero de 2008      | [ 12 ]          |
| 8   | Australia              | 19 de febrero de 2008      | [ 13 ]          |
| 9   | Senegal                | 19 de febrero de 2008      | [ 14 ]          |
| 10  | Letonia                | 20 de febrero de 2008      | [ 15 ]          |
| 11  | Alemania               | 20 de febrero de 2008      | [ 16 ]          |
| 12  | Estonia                | 21 de febrero de 2008      | [ 17 ]          |
| 13  | Italia                 | 21 de febrero de 2008      | [ 18 ]          |
| 14  | Dinamarca              | 21 de febrero de 2008      | [ 19 ]          |
| 15  | Luxemburgo             | 21 de febrero de 2008      | [ 20 ]          |
| 16  | Perú                   | 22 de febrero de 2008      | [ 21 ]          |
| 17  | Bélgica                | 24 de febrero de 2008      | [ 22 ]          |
| 18  | Polonia                | 26 de febrero de 2008      | [ 23 ]          |
| 19  | Suiza                  | 27 de febrero de 2008      | [ 24 ]          |
| 20  | Austria                | 28 de febrero de 2008      | [ 25 ]          |
| 21  | Irlanda                | 29 de febrero de 2008      | [ 26 ]          |
| 22  | Suecia                 | 4 de marzo de 2008         | [ 27 ]          |
| 23  | Países Bajos           | 4 de marzo de 2008         | [ 28 ]          |
| 24  | Islandia               | 5 de marzo de 2008         | [ 29 ]          |
| 25  | Eslovenia              | 5 de marzo de 2008         | [ 30 ]          |
| 26  | Finlandia              | 7 de marzo de 2008         | [ 31 ]          |
| 27  | Japón                  | 18 de marzo de 2008        | [ 32 ]          |
| 28  | Canadá                 | 18 de marzo de 2008        | [ 33 ]          |
| 29  | Mónaco                 | 19 de marzo de 2008        | [ 34 ]          |
| 30  | Hungría                | 19 de marzo de 2008        | [ 35 ]          |
| 31  | Croacia                | 19 de marzo de 2008        | [ 36 ]          |
| 32  | Bulgaria               | 20 de marzo de 2008        | [ 37 ]          |
| 33  | Liechtenstein          | 25 de marzo de 2008        | [ 38 ]          |
| 34  | Corea del Sur          | 28 de marzo de 2008        | [ 39 ]          |
| 35  | Noruega                | 28 de marzo de 2008        | [ 40 ]          |
| 36  | Islas Marshall         | 17 de abril de 2008        | [ 41 ]          |
| 37  | Burkina Faso           | 24 de abril de 2008        | [ 42 ]          |
| 38  | Lituania               | 6 de mayo de 2008          | [ 43 ]          |
| 39  | San Marino             | 11 de mayo de 2008         | [ 44 ]          |
| 40  | República Checa        | 21 de mayo de 2008         | [ 45 ]          |
| 41  | Liberia                | 30 de mayo de 2008         | [ 46 ] [ 47 ]   |
| 42  | Colombia               | 6 de agosto de 2008        | [ 48 ]          |
| 43  | Belice                 | 7 de agosto de 2008        | [ 49 ]          |
| 44  | Malta                  | 21 de agosto de 2008       | [ 50 ]          |
| 45  | Samoa                  | 15 de septiembre de 2008   | [ 51 ]          |
| 46  | Portugal               | 7 de octubre de 2008       | [ 52 ]          |
| 47  | Montenegro             | 9 de octubre de 2008       | [ 53 ]          |
| 48  | Macedonia del Norte    | 9 de octubre de 2008       | [ 54 ]          |
| 49  | Emiratos Árabes Unidos | 14 de octubre de 2008      | [ 55 ]          |
| 50  | Malasia                | 31 de octubre de 2008      | [ 56 ]          |
| 51  | Micronesia             | 5 de diciembre de 2008     | [ 57 ]          |
| 52  | Panamá                 | 16 de enero de 2009        | [ 58 ]          |
| 53  | Maldivas               | 19 de febrero de 2009      | [ 59 ]          |
| 54  | Palaos                 | 6 de marzo de 2009         | [ 60 ]          |
| 55  | Gambia                 | 7 de abril de 2009         | [ 61 ]          |
| 56  | Arabia Saudita         | 20 de abril de 2009        | [ 62 ]          |
| 57  | Baréin                 | 19 de mayo de 2009         | [ 63 ]          |
| 58  | Jordania               | 7 de julio de 2009         | [ 64 ]          |
| 59  | República Dominicana   | 10 de julio de 2009        | [ 65 ]          |
| 60  | Nueva Zelanda          | 9 de noviembre de 2009     | [ 66 ]          |
| 61  | Malaui                 | 14 de diciembre de 2009    | [ 67 ]          |
| 62  | Mauritania             | 12 de enero de 2010        | [ 68 ]          |
| 63  | Suazilandia            | 14 de abril de 2010        | [ 69 ]          |
| 64  | Vanuatu                | 28 de abril de 2010        | [ 70 ]          |
| 65  | Yibuti                 | 8 de mayo de 2010          | [ 71 ]          |
| 66  | Somalia                | 19 de mayo de 2010         | [ 72 ]          |
| 67  | Honduras               | 3 de septiembre de 2010    | [ 73 ]          |
| 68  | Kiribati               | 21 de octubre de 2010      | [ 74 ]          |
| 69  | Tuvalu                 | 18 de noviembre de 2010    | [ 75 ]          |
| 70  | Catar                  | 7 de enero de 2011         | [ 76 ]          |
| 71  | Guinea-Bisáu           | 10 de enero de 2011        | [ 82 ] [ 83 ]   |
| 72  | Omán                   | 4 de febrero de 2011       | [ 84 ]          |
| 73  | Andorra                | 8 de junio de 2011         | [ 85 ]          |
| 74  | Guinea                 | 12 de agosto de 2011       | [ 86 ] [ 87 ]   |
| 75  | Níger                  | 16 de agosto de 2011       | [ 86 ]          |
| 76  | Benín                  | 18 de agosto de 2011       | [ 88 ]          |
| 77  | Santa Lucía            | 19 de agosto de 2011       | [ 89 ]          |
| 78  | Gabón                  | 13 de septiembre de 2011   | [ 90 ]          |
| 79  | Costa de Marfil        | 20 de septiembre de 2011   | [ 91 ]          |
| 80  | Kuwait                 | 11 de octubre de 2011      | [ 92 ]          |
| 81  | Haití                  | 10 de febrero de 2012      | [ 93 ]          |
| 82  | Brunéi                 | 25 de abril de 2012        | [ 94 ]          |
| 83  | Chad                   | 1 de junio de 2012         | [ 95 ]          |
| 84  | Timor Oriental         | 20 de septiembre de 2012   | [ 96 ] [ 97 ]   |
| 85  | Fiyi                   | 19 de noviembre de 2012    | [ 98 ] [ 99 ]   |
| 86  | San Cristóbal y Nieves | 28 de noviembre de 2012    | [ 100 ]         |
| 87  | Pakistán               | 21 de diciembre de 2012    | [ 101 ] [ 102 ] |
| 88  | Guyana                 | 16 de marzo de 2013        | [ 103 ]         |
| 89  | Tanzania               | 29 de mayo de 2013         | [ 104 ]         |
| 90  | Yemen                  | 11 de junio de 2013        | [ 105 ]         |
| 91  | Egipto                 | 26 de junio de 2013        | [ 106 ]         |
| 92  | El Salvador            | 29 de junio de 2013        | [ 107 ]         |
| 93  | Tailandia              | 24 de septiembre de 2013   | [ 108 ]         |
| 94  | Granada                | 25 de septiembre de 2013   | [ 109 ]         |
| 95  | Libia                  | 25 de septiembre de 2013   | [ 110 ]         |
| 96  | Tonga                  | 17 de enero de 2014        | [ 111 ]         |
| 97  | Antigua y Barbuda      | 20 de mayo de 2015         | [ 112 ]         |
| 98  | Singapur               | 1 de diciembre de 2016     | [ 113 ] [ 114 ] |
| 99  | Surinam                | 8 de julio de 2016         | [ 115 ]         |
| 100 | Bangladés              | 27 de febrero de 2017      | [ 116 ]         |
| 101 | Barbados               | 15 de febrero de 2018      | [ 117 ]         |
| 102 | Israel                 | 4 de septiembre de 2020    | [ 118 ]         |
| 103 | Kenia                  | 26 de marzo de 2025        | [ 119 ]         |
| 104 | Sudán                  | 12 de abril de 2025        | [ 120 ]         |

Notas
1. ↑  Guinea-Bisáu reconoció a Kosovo en una nota verbal de fecha 10 de enero de 2011 firmada por el Presidente de Guinea-Bisáu, Malam Bacai Sanhá.[77][78] Posteriormente, en una carta de fecha 21 de noviembre de 2017, el Ministerio de Relaciones Exteriores de Guinea-Bisáu informó a Kosovo de que había retirado su reconocimiento.[79][80][81] El 2 de febrero de 2018, el Ministro de Relaciones Exteriores de Kosovo anunció que había recibido una nueva nota verbal de Guinea-Bisáu en la que afirmaba que la nota anterior que revocaba el reconocimiento no tenía efecto.[82][83]

### Otros estados y entidades
Los siguientes países son un  estado con reconocimiento limitado, entidades estatales no soberanas y una organización internacional que reconocen a Kosovo.
| País                        | Reconocimiento diplomático | Referencias     |
| --------------------------- | -------------------------- | --------------- |
| República de China (Taiwán) | 19 de febrero de 2008      | [ 121 ] [ 122 ] |
| Orden de Malta              | 18 de febrero de 2009      | [ 123 ]         |
| Islas Cook                  | 18 de mayo de 2015         | [ 124 ]         |
| Niue                        | 23 de junio de 2015        | [ 125 ]         |

## Países que retiraron su reconocimiento
| País                     | Periodo de reconocimiento                        |
| ------------------------ | ------------------------------------------------ |
| Burundi                  | 16 de octubre de 2012 – 15 de febrero de 2018    |
| Papúa Nueva Guinea       | 3 de octubre de 2012 - 5 de julio de 2018        |
| Lesoto                   | 14 de febrero de 2014 - 16 de octubre de 2018    |
| Comoras                  | 14 de mayo de 2009 - 1 de noviembre de 2018      |
| Dominica                 | 11 de diciembre de 2012 - 2 de noviembre de 2018 |
| Islas Salomón            | 13 de agosto de 2014 - 28 de noviembre de 2018   |
| Madagascar               | 24 de noviembre de 2017 - 7 de diciembre de 2018 |
| Togo                     | 11 de julio de 2014 - 28 de junio de 2019        |
| República Centroafricana | 22 de julio de 2011 - 24 de julio de 2019        |
| Ghana                    | 23 de enero de 2012 - 7 de noviembre de 2019     |
| Nauru                    | 23 de abril de 2008 - 14 de noviembre de 2019    |
| Sierra Leona             | 11 de junio de 2008 - 2 de marzo de 2020         |

### Retiradas del reconocimiento según Serbia no confirmadas o desmentidas
El 4 de enero de 2023, el presidente serbio Aleksandar Vučić afirmó que nueve países habían retirado el reconocimiento: Antigua y Barbuda, Burkina Faso, Gabón, Guinea, Libia, Maldivas, Santa Lucía, Somalia y Suazilandia. El Ministerio de Asuntos Exteriores de Kosovo dijo que no tenían notificación de ninguna retirada de reconocimiento afirmado por Vučić. Tras las afirmaciones, diplomáticos de Kosovo se reunieron con diplomáticos de Gabón, Libia, Maldivas, Somalia y Suazilandia y afirmaron que esos países no habían retirado el reconocimiento de Kosovo, contradiciendo las afirmaciones de Vučić.

## Estados que no reconocen oficialmente la independencia de Kosovo

Reconocimiento de Kosovo
Kosovo
Estados que formalmente reconocen a Kosovo como independiente
Estados que han declarado que no reconocen a Kosovo como independiente
Estados que retiraron el reconocimento de Kosovo

Los estados soberanos que se citan a continuación han declarado oficialmente su rechazo y su intención de no reconocer la independencia y la soberanía de la República de Kosovo sobre el territorio kosovar:
- Angola[165]
- Argelia[166]
- Argentina[167]
- Armenia[168]
- Azerbaiyán[169]
- Bahamas
- Bielorrusia[170]
- Birmania
- Bolivia[171]
- Bosnia y Herzegovina[172][173]
- Botsuana
- Brasil[174]
- Bután
- Cabo Verde
- Camboya
- Camerún
- Chile[175]
- China[176]
- Chipre[177]
- Corea del Norte
- Cuba[178]
- Ecuador
- Eritrea
- Eslovaquia
- España[179]
- Etiopía
- Filipinas
- Georgia[180]
- Guinea Ecuatorial
- Grecia[181]
- Guatemala
- Jamaica
- India[182]
- Indonesia[183]
- Irak
- Irán[184]
- Kazajistán
- Kirguistán[185]
- Laos[186]
- Líbano
- Mali[187]
- Marruecos
- Mauricio
- México[188]
- Moldavia[189]
- Mongolia
- Mozambique
- Namibia
- Nepal
- Nicaragua
- Nigeria
- Paraguay[190]
- República del Congo
- República Democrática del Congo
- Ruanda
- Rumania[191]
- Rusia
- San Vicente y las Granadinas
- Santo Tomé y Príncipe
- Serbia
- Seychelles
- Siria
- Sri Lanka[192]
- Sudáfrica
- Sudán del Sur
- Tayikistán[193]
- Trinidad y Tobago
- Túnez
- Turkmenistán
- Ucrania
- Uganda[194]
- Uruguay[195]
- Uzbekistán
- Venezuela[196]
- Vietnam[197]
- Zambia
- Zimbabue